# ليتل بن

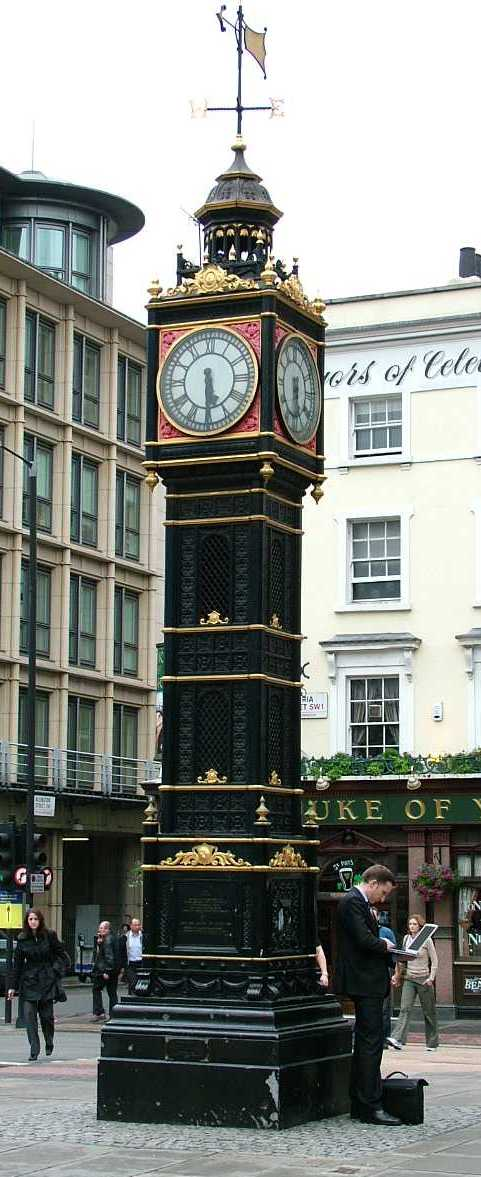
ليتل بين

ليتل بين (بالإنجليزية:  Little Ben)‏ برج ساعة معدني مصغر يشابه برج ساعة بيغ بين في لندن. يتواجد عند تقاطع شارعي فوكسول بريدج وفيكتوريا ستريت في منطقة ويستمنستر في مركز العاصمة البريطانية لندن. تم نصب ساعة ليتل بين في موقعها عام 1892م لكنها أزيلت عام 1964م ثم أعيد نصبها ثانيةً عام 1981م.